# Purohita taiwanensis
Purohita taiwanensis är en insektsart som beskrevs av Frederick Arthur Godfrey Muir 1914. Purohita taiwanensis ingår i släktet Purohita och familjen sporrstritar. Inga underarter finns listade i Catalogue of Life.